# Prudník (řeka)
Prudník (polsky Prudnik, německy Prudnik, Braune, Brdun, Brudnick) je 36,07 kilometrů dlouhá říčka v Polsku v Opolském vojvodství a v Česku v Moravskoslezském kraji, levý přítok Osoblahy.
Prameny Prudníka leží pod vrchem Czapka jižně od Hlucholaz u vsi Konradów v polské části Zlatohorské vrchoviny, odkud teče nejprve pár kilometrů na sever a pak se stáčí k východu. V městě Prudníku se do něj vlévá Zlatý potok. Pak teče dále na východ a na území České republiky vtéká jižně od Slezských Pavlovic a severně od Velkého Pavlovického rybníka. O pár kilometrů východněji se posléze vlévá poblíž Studnice u Osoblahy do Osoblahy těsně předtím, než tato odteče do Polska.
Na českém území teče Prudník celkem 5 kilometru.

## Název
Název souvisí se slovem ’proud’ (polsky prąd, slezsky prōnd) ve smyslu vodní tok. Jednalo se tedy o rychle proudící řeku. Již ve středověku bylo psáno se staročeskou střídnicí u za původní praslovanské ǫ (nazální o).